# مروث مبيض
مروث مبيض (الاسم العلمي: Coprinus candidatus) هو نوع من الفطريات يتبع جنس المروث من الفصيلة المروثية.